# Kostüm Kaiser
Kostüm Kaiser ist ein Unternehmen mit Sitz in Aesch im Kanton Basel-Landschaft in der Schweiz, das historische Kostüme und Requisiten vermietet und herstellt. Das Mietlager umfasst nach Angaben der Firma rund 40'000 Kostümteile und ist von historischer Bedeutung.

## Geschichte

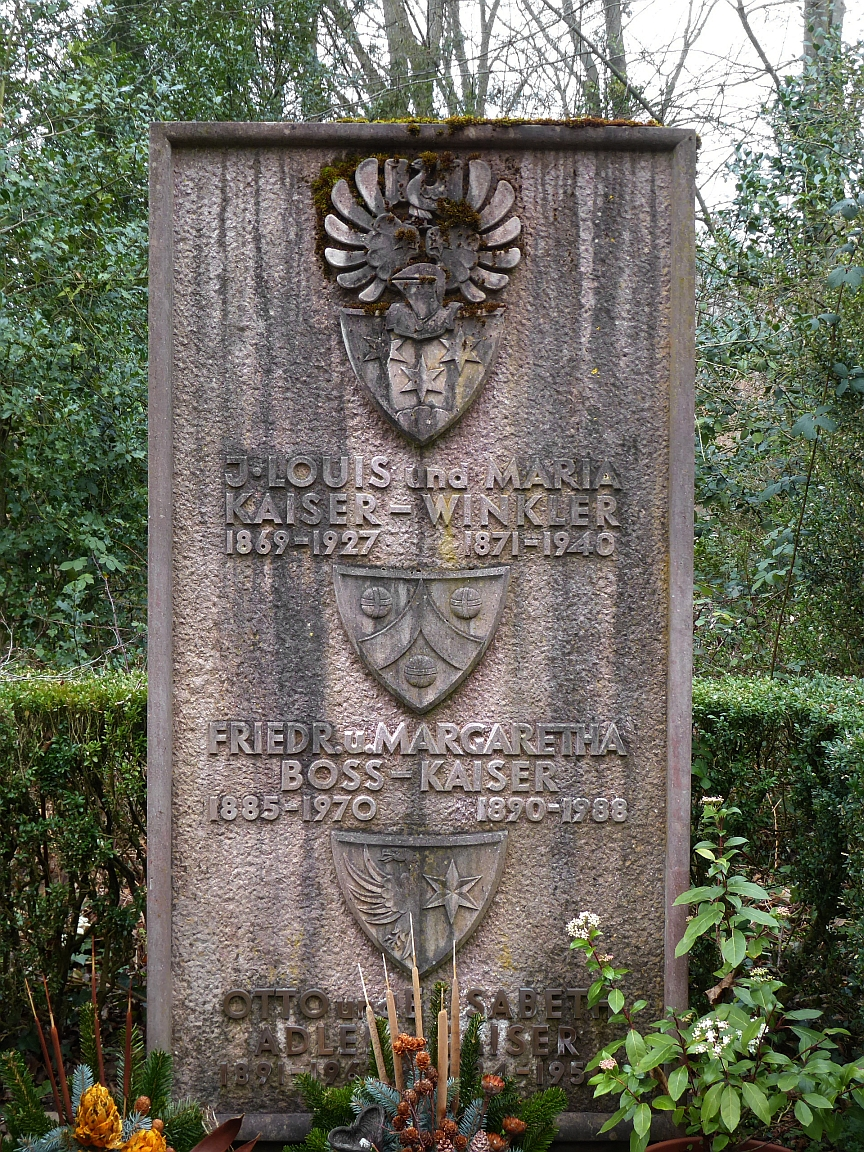
Familiengrab auf dem Friedhof am Hörnli, Riehen, Basel-Stadt

Der Kostümverleih wurde 1882 von Ludwig Julius «J. Louis» Kaiser zur Ergänzung des Friseursalons seines Vaters, Johann «Hans» Emanuel Kaiser, in Basel gegründet. 1894 wurde daraus die Kollektivgesellschaft «Meili & Kaiser». Zu den ersten grossen Aufträgen zählt der Basler Festumzug von 1892 zur 500-Jahr-Feier zur Vereinigung beider Basel sowie der Basler Tag an der Schweizerischen Landesausstellung in Genf 1896. 1896 wurde die Firma als Einzelfirma unter dem Namen «J. Louis Kaiser» weitergeführt. Bis vor dem Ersten Weltkrieg erlebte das Geschäft seinen erheblichen Aufschwung, da zu dieser Zeit Umzüge und Festspiele ein wesentlicher Bestandteil des gesellschaftlichen Lebens war. 1931 wurde der Firmenname in «Schweizerische Kostüm- und Fahnenfabrik J. Louis Kaiser AG» geändert. 1959 fusionierte der Betrieb mit der Firma von Schneidermeister Walter Gschwind und so wurden fortan neben historischen Kostümen auch moderne Uniformen für Polizei, Feuerwehr und Bahnangestellte der SBB sowie Fahnen hergestellt. 1962 wurde das Geschäft nach Allschwil im Kanton Basel-Landschaft verlegt, da der Kostümfundus immer grösser wurde. 1973 wurde der Betrieb an seinen heutigen Standort in Aesch BL verlegt.

## Kunden und Produktionen
Neben der Ausstattung von Theater- und Filmproduktionen, für Werbung und Geschäftsausstattungen sind Privatpersonen die Hauptkunden. Wichtige Anlässe sind das Oktoberfest, Weihnachten und das Zürcher Sechseläuten.

### Ausstattung von Filmproduktionen
- Gilberte de Courgenay, 1941
- Wilhelm Tell, 1960
- Das Boot ist voll, 1980
- The Ring Thing, 2004
- Mein Name ist Eugen, 2005
- Mary Queen of Scots, 2013

### Ausstattung von Fernsehproduktionen
- Via Mala, 1985
- Der Bestatter, 2012
- Paul Grüninger – Nur ein Schritt, 2012
- Tatort, Folge 862 Schmutziger Donnerstag, 2013
- Die Schweizer, Folge 1–3, 2013